# 국립수산물품질관리원
국립수산물품질관리원(國立水産物品質管理院, National Fishery Products Quality Management Service)은 대한민국 해양수산부의 소속기관이다. 2013년 3월 23일 발족하였으며, 부산광역시 영도구 해양로 337에 위치하고 있다. 원장은 고위공무원단 나등급에 속하는 일반직공무원으로 보한다.

## 직무
- 수산물 검역, 수출수산물 검사 및 관련 국제협력
- 수출수산물 생산·가공 시설의 등록 및 관리
- 수산물의 품질인증·친환경인증·이력추적관리 등 품질관리
- 수산물의 지리적표시 등록·관리 및 원산지표시 제도의 운영
- 해외수역 수산물에 대한 항만국 검색 및 조치
- 소금의 품질검사 및 관리
- 국제수산기구 의무사항 조치 및 관리

## 연혁
- 1906년 7월: 목포상공회의소에서 "마른정어리취급규칙"을 제정하여 검사.
- 1913년 5월: "해조검사규칙"을 제정하여 수이출(輸移出)하는 해조를 검사.
- 1924년 12월: 인천, 부산, 신의주세관 산하 수산제품검사소 20개소를 설치.
- 1937년 4월: 조선총독부 수산제품검사소.
- 1949년 6월 8일: 상공부 소속으로 중앙수산검사소 설치.
- 1955년 2월 17일: 해무청 소속으로 변경.
- 1961년 10월 2일: 농림부 소속으로 변경.
- 1966년 2월 28일: 수산청 소속으로 변경.
- 1981년 11월 2일: 국립수산물검사소로 개편.
- 1996년 8월 8일: 해양수산부 소속으로 변경.
- 2001년 3월 29일: 국립수산물품질검사원으로 개편.
- 2008년 2월 29일: 농림수산식품부 소속으로 변경.
- 2011년 6월 15일: 농림수산검역검사본부 수산물안전부로 개편.
- 2013년 3월 23일: 해양수산부 소속 국립수산물품질관리원으로 독립.

## 조직

### 원장
| - 운영지원과 - 검역검사과 - 품질관리과 - 수산방역과 | - 부산지원 - 인천지원 - 인천공항지원 - 서울지원 - 평택지원 - 목포지원 - 장항지원 - 전주지원 - 목포지원 - 완도지원 - 여수지원 - 제주지원 - 통영지원 - 포항지원 - 강릉지원 |